# Ahmad Abughaush
Ahmad Abughaush (1 de fevereiro de 1996) é um taekwondista jordaniano, campeão olímpico. Sua medalha de ouro é a primeira da histórica olímpica de seu país.

## Carreira
Ahmad Abughaush competiu na Rio 2016, na qual conquistou a medalha de ouro, na categoria  -68kg..